# バーリントン (ロードアイランド州)
バーリントン（英: Barrington）は、アメリカ合衆国ロードアイランド州の東部ブリストル郡の北西側に位置する町である。2010年の国勢調査では人口16,310 人であり、州内39市町の中で第21位だった。
2005年7月、CNN/Moneyと雑誌「マネー」では、アメリカ合衆国で住みたい場所100傑の第6位にバーリントンを位置付けた。

## 歴史
バーリントンとなった土地はイングランド王から「メイフラワー号」のメンバーに払い下げられたのが始まりだった。町の幾つかの場所は、払下げを受けたトマス・プリンスにちなんで名付けられたプリンスズヒルなど、この払い下げ時からの名前を維持している。
現在のマサチューセッツ州スワンシー町が1667年に町として法人化（プリマス植民地が1691年にマサチューセッツ湾植民地と合併するまではその一部）され、バーリントンはその一部だった。1711年、バプテスト住人がスワンシーからの分離を請願し、1717年に独立した町として法人化された。町名は住人の多くが出身地としていたイングランドのサマセットにあるバーリントンから採られた.。
1747年、バーリントンはロードアイランド州に属することとなったが、このときはまだウォーレン町に入っていた。1770年、ロードアイランド州議会によって独立した町として認められた。
19世紀後半から20世紀初期、バーリントンにはバーリントン・レンガ工場があり、世界中の建設業に使われたレンガを生産した。イタリアから移ってきた多くの労働者がバーリントンに住み、このレンガ工場で働いた。その子孫が現在の町の人口でかなりの比率を占めている。
1980年代からバーリントンは次第に裕福な階級を惹きつけるようになり、プロビデンスで働く学術関係者、専門職、企業経営者が移ってきている。

## 地理
アメリカ合衆国国勢調査局に拠れば、市域全面積は15.4平方マイル (40 km2)であり、このうち陸地8.4平方マイル (22 km2)、水域は7.0平方マイル (18 km2)で水域率は45.46%である。州都プロビデンス市の南東7マイル (11 km) にあり、またマサチューセッツ州の州都ボストン市からは南に44マイル (71 km) に位置している。

## 人口動態
以下は2000年の国勢調査による人口統計データである。
| 基礎データ - 人口: 16,819 人 - 世帯数: 6,011 世帯 - 家族数: 4,712 家族 - 人口密度: 771.2人/km2（1,998.1 人/mi2） - 住居数: 6,199 軒 - 住居密度: 284.3軒/km2（736.4 軒/mi2） 人種別人口構成 - 白人: 96.37% - アフリカン・アメリカン: 0.68% - ネイティブ・アメリカン: 0.11% - アジア人: 1.77% - その他の人種: 0.26% - 混血: 0.81% - ヒスパニック・ラテン系: 1.05% | 年齢別人口構成 - 18歳未満: 28.2% - 18-24歳: 5.1% - 25-44歳: 26.4% - 45-64歳: 25.6% - 65歳以上: 14.7% - 年齢の中央値: 40歳 - 性比（女性100人あたり男性の人口） - 総人口: 95.1 - 18歳以上: 91.0 世帯と家族（対世帯数） - 18歳未満の子供がいる: 40.3% - 結婚・同居している夫婦: 68.7% - 未婚・離婚・死別女性が世帯主: 7.6% - 非家族世帯: 21.6% - 単身世帯: 18.8% - 65歳以上の老人1人暮らし: 10.0% - 平均構成人数 - 世帯: 2.73人 - 家族: 3.14人 | 収入と家計 - 収入の中央値 - 世帯: 74,591米ドル - 家族: 84,657米ドル - 性別 - 男性: 59,722米ドル - 女性: 36,195米ドル - 人口1人あたり収入: 35,881米ドル - 貧困線以下 - 対人口: 3.4% - 対家族数: 3.0% - 18歳未満: 2.5% - 65歳以上: 7.2% |

## 教育
町内の公立学校は下記の通りである。
- 小学校
  - ネイアット小学校
  - プリムローズヒル小学校
  - ソワムズ小学校
  - ハンプデン・メドウズ学校
- 中学校: バーリントン中学校
- 高校: バーリントン高校[5]

上記の他に、私立学校としてバーリントン・クリスチャン・アカデミー、セントルークス学校、セントアンドリュース学校がある。
高等教育機関としてバーリントン・カレッジがあったが、1985年に閉校になった。聖書カレッジのザイオン・バイブル・カレッジも2008年をもって閉校になった。
バーリントンはアルコール飲料の販売を禁止しており、ロードアイランド州では唯一のドライ町だった。2011年12月17日、町政委員会は2軒の酒販売店を認可した。

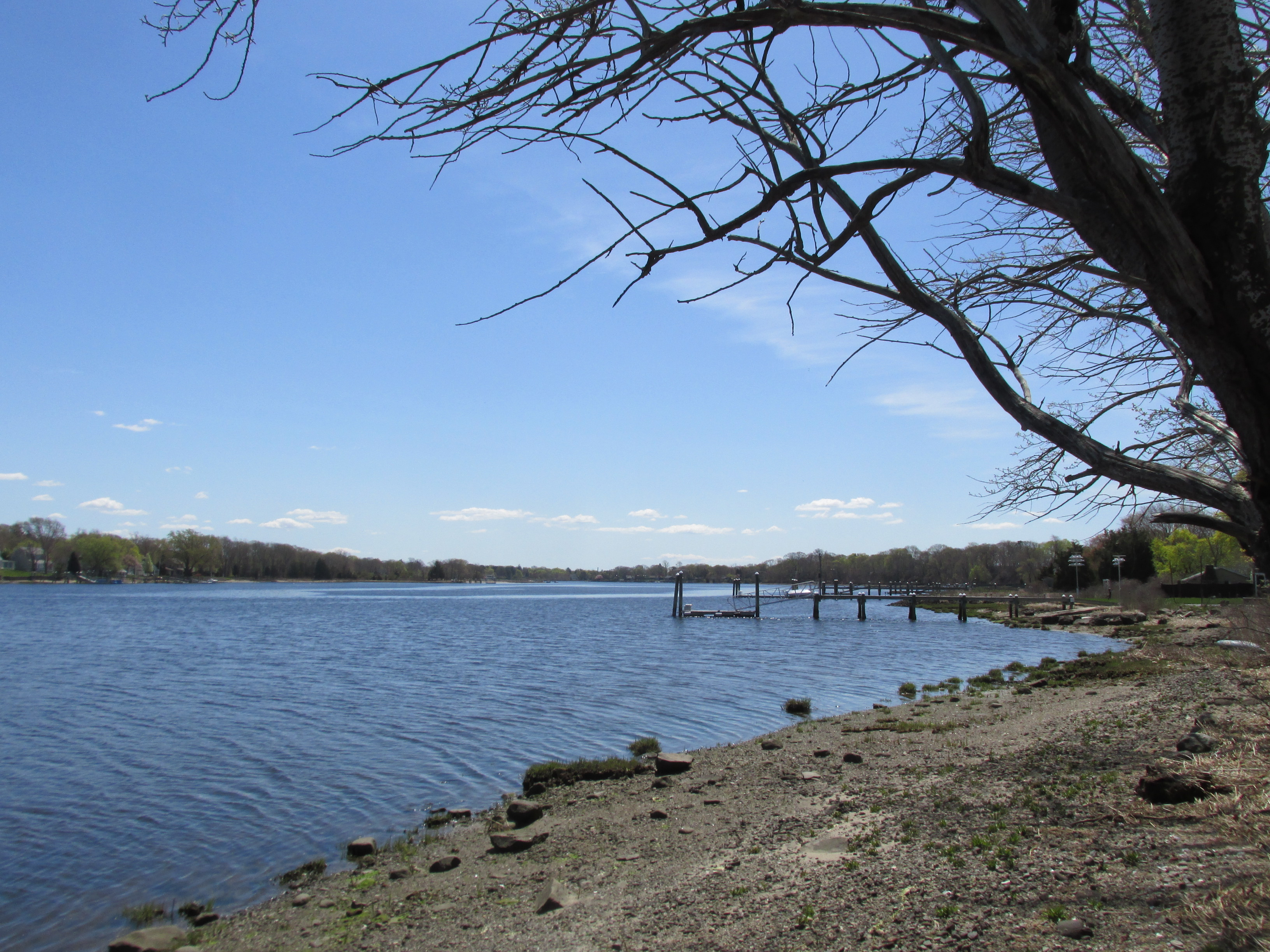
バーリントン川

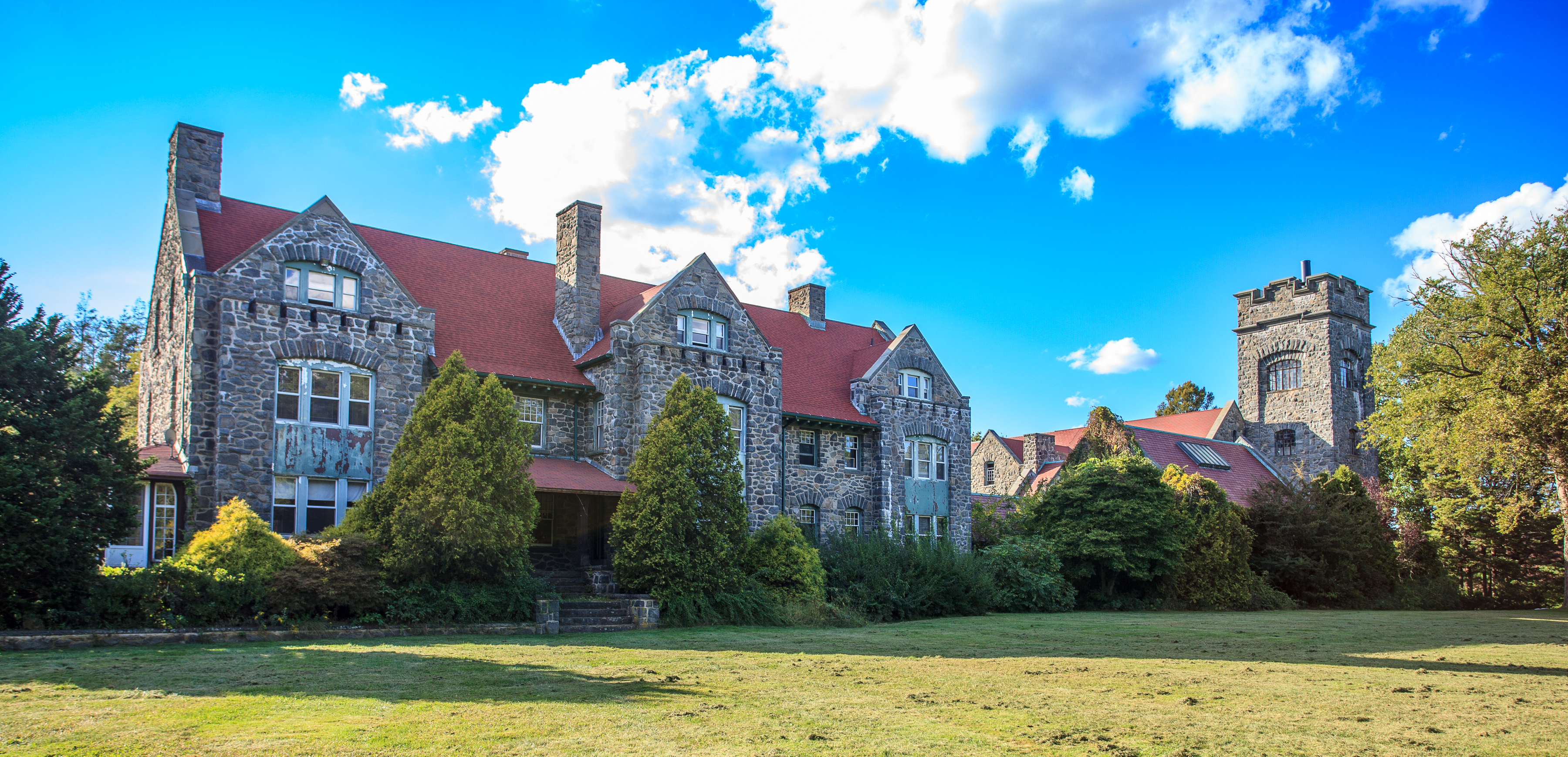
ベルトン・コート

## 見どころ
- アルフレッド・ドラウン道路歴史地区
- バーリントン・シビックセンター
- ベルトン・コート
- ネイアットポイント灯台
- オバノン・ミル（皮革製品）
- ロードアイランド・カントリークラブ
- セントマシューズ・エピスコパル教会

## 著名な出身者
- メイナード・ファーガソン - ジャズトランペット奏者。バーリントン育ち
- ショーン・スパイサー - 政治ストラテジスト、ドナルド・トランプ政権のホワイトハウス報道官。バーリントン育ち[14]
- ローガン・マーシャル＝グリーン - 俳優。『ロー&オーダー』、『24 -TWENTY FOUR-』、『The O.C.』、『アクロス・ザ・ユニバース』に出演。バーリントン高校を卒業